# Dawn of Iron Blades
Dawn of Iron Blades – ósmy album studyjny polskiej grupy muzycznej Graveland. Wydawnictwo ukazało się w październiku 2004 roku nakładem wytwórni muzycznej No Colours Records. Nagrania zostały zarejestrowane w Eastclan Forge Studio oraz and DSP Studio jesienią 2003 roku.

## Lista utworów
Opracowano na podstawie materiału źródłowego.
1. "Iron in the Fog" (sł. Rob Darken, muz. Rob Darken) - 09:29
2. "Semper Fidelix" (sł. Gerhard III, muz. Rob Darken) - 09:28
3. "Immortal Bloodline" (sł. Rob Darken, muz. Rob Darken) - 07:26
4. "To the North of Rubicon" (sł. Rob Darken, muz. Rob Darken) - 07:41
5. "Crown Heroic My Departure" (sł. Gerhard III, muz. Rob Darken) - 06:09
6. "While I Ride with the Valkyries" (sł. Gerhard III, muz. Rob Darken) - 11:21

## Wydania
| Rok  | Nr katalogowy | Format             | Wytwórnia           | Region  | Źródło |
| ---- | ------------- | ------------------ | ------------------- | ------- | ------ |
| 2004 | NC 088        | CD, Album, Jew     | No Colours Records  | Niemcy  | [ 3 ]  |
| 2004 | NC 088        | CD, Album, Ltd, A5 | No Colours Records  | Niemcy  | [ 3 ]  |
| 2004 | NC 088        | LP, Album, Ltd     | No Colours Records  | Niemcy  | [ 3 ]  |
| 2007 | SUNSET XXIV   | Cass, Album, Ltd   | Night Birds Records | Ukraina | [ 3 ]  |
| 2008 | NC-088        | CD, Album, RE      | No Colours Records  | Niemcy  | [ 3 ]  |